# Quãng

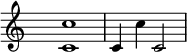
Mô tả về quãng hòa âm (bên trái) và quãng giai điệu (phải)

Trong lý thuyết âm nhạc, quãng là đơn vị phản ánh sự khác biệt về cao độ giữa các nốt nhạc. Đây là khái niệm cơ bản trong âm nhạc học, tương đương với thuật ngữ interval trong tiếng Anh và intervalle trong tiếng Pháp khi nói về âm nhạc.

## Tổng quan
- Khi các nốt nhạc được phát ra cùng lúc, thì quãng giữa các nốt đó diễn ra theo chiều thẳng đứng (vertical) và tạo nên quãng hòa âm (harmonic). Còn khi các nốt nhạc được phát ra lần lượt, thì quãng giữa các nốt đó diễn ra theo chiều ngang (horizontal) và tạo nên quãng giai điệu (melodic).[6][7] Ở hình khuông nhạc mô tả đầu trang, các quãng được mô tả làm ví dụ đều là quãng 8 giữa các nốt đô (C), nhưng nhịp bên trái là quãng 8 hòa âm (C+C), còn bên phải là quãng 8 giai điệu (C-C-C).
- Trong âm nhạc phương Tây rất phổ biến hiện nay, ở cấp độ phổ thông, quãng được đo bằng số bậc thang trong thang âm, đơn giản nhất là bằng cách đếm các dòng và khoảng trống giữa các nốt đã cho và theo chiều từ dưới thấp lên trên cao ở khuông nhạc. Nếu hai nốt có độ cao bằng nhau, thì quãng giữa chúng bằng 0. Ví dụ: khi gẩy dây rê (D) ở đàn guitar hai lần, thì phát ra hai âm D có quãng giai điệu = 0; khi hai guitar có âm chuẩn cùng lúc phát ra nốt D, thì vẫn tạo ra quãng hòa âm = 0. Các nhạc cụ khác loại nhau mà có âm chuẩn (đã được "so dây" bằng diapason) cùng chơi một nốt D, có thể cho âm sắc khác nhau, nhưng giữa các nốt đó, quãng vẫn bằng 0.

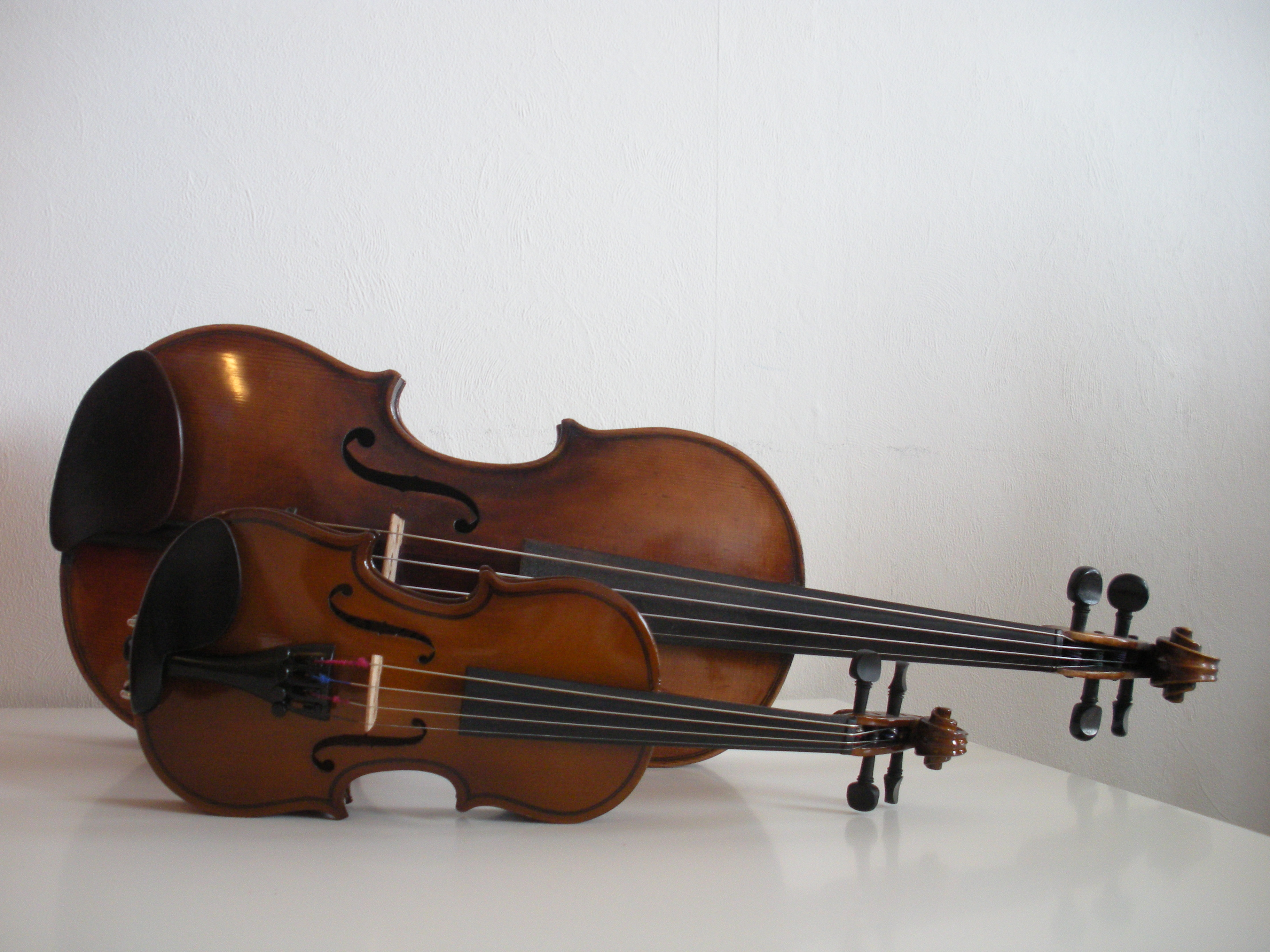
Nhạc cụ họ vĩ cầm có thể phát ra quãng < 1/2 cung.

- Quãng thường tính một cách đơn giản như đếm trên khuông nhạc, đơn vị nhỏ nhất là 1/2 cung nhạc. Tuy nhiên, trong nhạc lí phương Tây, cách đo và tính khá phức tạp. Đặc biệt, với các đàn họ vĩ cầm là loại nhạc cụ có cần đàn không chia phím, thì có thể tạo ra quãng nhỏ hơn 1/2 cung mà không phải thính giác của bất cứ người nào cũng nhận ra được. Trường hợp hai nốt tạo ra quãng nhỏ hơn 1/2 cung được gọi là microtone (vi quãng).

## Đo vi quãng
- Để đo quãng nhạc, trong âm nhạc học dùng đơn vị gọi là cent (IPA: /sɛnt/), là đơn vị đo logarit được sử dụng cho các khoảng âm nhạc. Có thể hiểu một cách đơn giản: một quãng nửa cung = 100 cent. Do đó, trong một quãng 8 thông thường (ví du: từ C, D, E, F, G, A, B đến C) có 12 nửa cung nghĩa là quãng = 1200 cent.[8]
- Như vậy, một vi quãng (microtone) < 100 cent. Trong đó: theo toán học, quãng n đo bằng cent giữa thanh âm có tần số f1 với thanh âm có tần số f2 là: {\displaystyle n=1200\cdot \log _{2}\left({\frac {f_{2}}{f_{1}}}\right)}